# Gunnar Karlson
Gunnar Åke Karlson, född 7 april 1958 i Karlskrona, är en svensk tidigare officer (generalmajor).

## Biografi

### Uppväxt och karriär
Karlson är son till utbildningskonsulenten Åke Karlson och Gun, född Simonsson. Han tog studentexamen från Växjö gymnasium 1977, blev löjtnant vid Kronobergs regemente (I 11) 1980 och gick på truppslagsskola för regementsofficerare 1982. Karlson blev kapten 1983, gick på Försvarets tolkskola 1983 samt var biträdande lärare och plutonchef vid Infanteriets stridsskola 1984. Han var elev vid Militärhögskolan och genomgick då arméns allmänna stabskurs 1986, blev kapten och var kompanichef vid Dalregementet (I 13) 1987. Karlson var major vid Kronobergs regemente (I 11) 1988, genomgick Militärhögskolans stabskurs 1988 och var lärare vid Infanteriets stridsskola 1990.
Han tjänstgjorde vid arméstaben 1991, generalstaben 1993 och genomförde FN-tjänst i Bosnien 1993-1994. Karlson var lärare vid Militärhögskolan 1994, ställföreträdande chef för OSSE:s grupp i Tjetjenien 1995-1996 och blev överstelöjtnant 1996 samt var sektionschef vid Östra arméfördelningen 1996. Han var överstelöjtnant med särskild tjänsteställning och ställföreträdande chef för Smålandsbrigaden 1998, överste vid Södra skånska regementet (P 7) 2000 samt tjänstgjorde vid försvarsdepartementet och hade placering vid Sveriges NATO-delegation i Bryssel 2000-2003. Han var chef för Gotlands regemente (P 18) 2003-2005.
Han tjänstgjorde som militärsakkunnig vid utrikesdepartementet (UD) och var chef för förbandsproduktion i Högkvarteret 2009-2012 innan han den 8 mars 2012 utnämndes till chef för Militära underrättelse- och säkerhetstjänsten (MUST) med tillträde den 1 oktober 2012. Gunnar Karlson gick i pension 2019.

### Övrigt
Sedan 2004 är Karlson ledamot av Krigsvetenskapsakademien. Han var försvarsmaktens kontaktperson till försvarsförvaltningsutredningen under 2006 och expert i utredningen Personalförsörjning för det reformerade försvaret under 2009-2010.

### Privatliv
Karlson blev sambo 1998 och gifte sig 2003 med art director Anette Lövgren (född 1963 i Växjö), dotter till plåtslagaren Allan Lövgren och Rut Lövgren.

## Förbandstjänst i Sverige
Förbandstjänst:
- 1980–1982: Ställföreträdande skytteplutonchef, Kronobergs regemente
- 1985–1986: Skytteplutonchef, Infanteriets stridsskola
- 1987–1988: Skyttekompanichef, Dalregementet
- 1998–2000: Ställföreträdande chef för Smålandsbrigaden
- 2003–2005: Chef för Gotlands regemente
- 2009–2012: Förbandsproduktionschef i Högkvarteret
- 2012–2019: Chef för Militära underrättelse- och säkerhetstjänsten

## Stabs- och skolbefattningar i Sverige
Stabs- och skolbefattningar:
- 1984–1985: Biträdande försöksledare vid Infanteriets stridsskola
- 1990–1991: Huvudlärare i taktik vid Infanteriets stridsskola
- 1991–1993: Aspiranttjänst vid Arméstaben
- 1994–1995: Lärare vid Militärhögskolans tvååriga chefskurs
- 1996–1998: Chef sektion 1 vid Östra arméfördelningens stab
- 2006–2007: Stabschef i Högkvarterets ledningsstab
- 2008–2009: Militär rådgivare vid utrikesdepartementet

## Tjänstgöringar utanför Sverige
Tjänstgöringar:
- 1993–1994: Ställföreträdande stabschef på BA 01 i Bosnien
- 1995–1996: Ställföreträdande chef för OSSE:s grupp i Tjetjenien
- 2000–2003: Specialattaché vid Sveriges delegation till Nato, utsänd från försvarsdepartementet

## Utbildningar
Karlsons utbildningar:
- 1977–1980: Krigsskolan Karlberg
- 1982–1983: Truppslagsskola för regementsofficerare
- 1983–1984: Försvarets tolkskola
- 1986–1987: Militärhögskolans allmänna kurs
- 1988–1990: Militärhögskolans tvååriga högre stabskurs
- 2006–2006: Försvarshögskolans Solbackakurs
- 2007–2007: Delar av Försvarshögskolans högre managementkurs
- 2008–2009: European Security and Defence High Level Course vid European Security and Defence College (deltidskurs)

## Utmärkelser
Karlsons utmärkelser:

### Svenska
- Försvarsmaktens värnpliktsmedalj
- Försvarsmaktens medalj för internationella insatser
- Kronobergs regementes minnesmedalj
- Östra arméfördelningens minnesmedalj (ÖFördSMM)
- Smålandsbrigadens minnesmedalj
- Gotlands regementes hedersmedalj
- Gotlands regementes minnesmedalj (GotlregMSM)
- För nit och redlighet i rikets tjänst

### Utländska
- FN-medaljen (UNPROFOR)